# Nana Foulland
Nana F. Foulland (Nueva York, Nueva York, 21 de octubre de 1995) es un baloncestista estadounidense que pertenece a la plantilla del Amici Pallacanestro Udinese de la Serie A2 (baloncesto italiano). Con 2,06 metros de estatura, juega en la posición de pívot. 

## Trayectoria deportiva

### Universidad
Jugó cuatro temporadas con los Bison de la Universidad Bucknell, en las que promedió 13,1 puntos, 6,8 rebotes y 1,6 tapones por partido. En su primera temporada fue incluido en el mejor quinteto rookie de la Patriot League, al año siguiente en el segundo mejor quinteto absoluto, y en sus dos últimas campañas en el primero, siendo además elegido en 2017 Jugador del Año.

### Profesional
Tras no ser elegido en el Draft de la NBA de 2018, disputó la NBA Summer League con Minnesota Timberwolves. El 26 de julio formó su primer contrato como profesional, por dos temporadas, con el Ironi Nahariya de la Ligat ha'Al israelí.
El 28 de febrero de 2019 fichó por el U-BT Cluj-Napoca de la Liga Națională rumana.
En verano de 2020, firma por el Amici Pallacanestro Udinese de la Serie A2 (baloncesto italiano).